# Alessia Filippi
Alessia Filippi (n. 23 iunie 1987, Roma, Italia) este o înotătoare ce a reprezentat Italia, medaliată olimpică. A participat la 3 ediții ale Jocurilor Olimpice (2004, 2008, 2012) în care a câștigat o medalie de argint.